# Ďurčiná
Ďurčiná este o comună slovacă, aflată în districtul Žilina din regiunea Žilina, pe malul râului Kamenný potok⁠(d). Localitatea se află la altitudinea de 513 m deasupra n.m., se întinde pe o suprafață de 12,5 km2 și în 2017 număra 1.085 de locuitori.

## Istoric
Localitatea Ďurčiná este atestată documentar din 1393.

## Demografie
| An:                | 1994 | 2004    | 2014   | 2024   |
| ------------------ | ---- | ------- | ------ | ------ |
| Număr de persoane: | 972  | 1072    | 1091   | 1080   |
| Diferență:         |      | +10,28% | +1,77% | −1,00% |

| An:                | 2023 | 2024   |
| ------------------ | ---- | ------ |
| Număr de persoane: | 1086 | 1080   |
| Diferență:         |      | −0,55% |